# غزستان (كتشو)
غزستان (بالفارسية: گزستان) هي قرية تقع في إيران في قسم کتشو الريفي. يقدر عدد سكانها بـ 14 نسمة بحسب إحصاء 2016.